# GAMERA -Rebirth-
『GAMERA -Rebirth-』（ガメラ リバース）は、ENGIが制作を担当し、Netflixで配信される日本のアニメシリーズ作品。2023年9月7日配信開始。2025年4月より、NHK総合テレビジョンによる地上波放送が開始された。

## 解説
「ガメラシリーズ」としては（未制作作品を除くと）初のアニメ作品であり、1989年の夏を舞台に、ガメラがほかの怪獣たちと戦う様子を目撃する4人の少年たちを描く。1989年という時代設定は、「昭和と平成の中間」という意味合いで用いられたとされる。また、ギャオス以外の昭和の敵怪獣がシリーズの本編に登場するのは大映の倒産によって1971年の『ガメラ対深海怪獣ジグラ』でシリーズが中断して以来となり、後述の通り同作以来となる『ガメラマーチ』の使用も行われている。
ガメラとギャオスのデザインは2015年に公開されたシリーズの50周年記念映像をベースに新たな要素も加えられており、石井克人もガメラのオリジナルデザイナーとしてクレジットで表記されている。また、第1話においてガメラが小型ギャオスの群れを火焔弾で撃墜するシーンも記念映像を踏襲している。
また、本作における怪獣の能力や描写、人間のキャラクター、ストーリー面や戦闘シーンの細部などは（過去に実現が叶わなかった物も含めて）過去のシリーズ作品へのオマージュが重点的に意識されており、ガメラと子供が互いに助け合う関係性も含めて、昭和シリーズを中核として全作品のガメラの要素を込めている。第6話の舞台である石垣島・崎枝半島にて灯台が登場するのは（『原子怪獣現わる』の描写を踏襲している）『大怪獣ガメラ』を意識した描写である。また、クレジットには表記されていないが、生前の高橋二三のアイディアも原案として活かされている。
なお、『ガメラ 大怪獣空中決戦』の最初期の原案は小中千昭・小中和哉・岡田恵和が担当しており、小中兄弟による物は『怪獣大奮戦 ダイゴロウ対ゴリアス』に構想が類似しているとされ、後に『小さき勇者たち〜ガメラ〜』と『デジモンテイマーズ』と『ウルトラマンティガ』に再利用されているが、本作にも小中兄弟の原案との類似性が見られる。また、その他にも『小さき勇者たち〜ガメラ〜』と本作には世界観上の類似点が散見され、たとえばガメラの能力や、「共通の出自や性質や能力」を有するなどの敵怪獣の特徴にもその様な描写が見られる。
戦闘シーンの描写としては、製作コストの観点から市街地などでの戦闘を減らした部分もあるが、「人類の守護者であるガメラによる犠牲者を出さない」という方針を重要視した事も事実であるとしていて（小さき勇者たち〜ガメラ〜#評価も参照）、第1話でガメラが着陸したビル群は避難が完了しており、第1話で大型ギャオスを火焔弾で撃破する際に昭和記念公園に、第2話で大型ジャイガーを燼滅手で撃破した際に多摩川の河川敷に投げているのもこの方針の影響である。なお、平成ガメラ三部作を監督した金子修介は、本作の制作が進行している最中に自身の新たな構想をKADOKAWAに提示していたとされ、後に『ゴジラ-1.0』におけるインタビューにて、山崎貴からガメラの新作への展望を質問され、本作（GAMERA -Rebirth-）に軽く触れた後、冗談まじりではあるが「ガメラが真珠湾を襲う」というアイディアを言及している。
この他にも、後述の通りゲームアプリである『ゴジラバトルライン』でこれまで実現ができなかった「ゴジラシリーズ」とのコラボレーションが実現している。

### シリーズ化の構想
後述の通り、主に予算面の事情で本作のクオリティーと成績が低下した可能性が指摘されている。瀬下寛之は当初は完成版の2倍の戦闘シーンを用意したが制作の都合上で削らざるを得なかったとしており、未使用に終わった怪獣の能力や描写も多く、怪獣の戦闘シーンを全話に導入する事自体が予算的にかなり無茶であったと述べている。また、本作にはオープニングアニメーションも用意されておらず、劇中シーンの流用という形を取っている。
一方で瀬下達は続編の制作を希望しており、実写化への展望にも言及している。続編が実現すれば「ガメラは何故、自らを犠牲にしてでも命懸けで人間を守るのか」等の多数のキーポイントを明示したり、予算が増加すれば戦闘シーンを増やしたいとコメントしており、シーズン5までの構想があるとされる。また、瀬下は本作がガメラシリーズが今後も続いていく（復活する）きっかけになることを願うと述べている。

## 製作
2018年に瀬下寛之が井上伸一郎を筆頭とするKADOKAWAの各関係者と会食した際に、瀬下がポリゴン・ピクチュアズを退職して独立した事を報告するとKADOKAWA側からその場で企画書を提示され、瀬下は即座に快諾したという。瀬下側の要望として、『GODZILLA』で叶わなかった「怪獣プロレス」を軸にするという物があり、KADOKAWA側も了承した。
ストーリーの構成は、瀬下寛之、猪原健太、瀬古浩司が中心になって行った。3名は『亜人』と『Levius -レビウス-』でも共同参加しており、この経験が本作の企画を円滑にさせている。ノベライズ版では制作の都合上で本編に取り入れる事ができなかった要素を多く含んでおり、『カミエラビ』でもタッグを組んでいる瀬下とじんが手掛けている。
キャラクターデザインについては、（徳間書店時代にガメラシリーズと関係性があった）スタジオジブリの出身であり以前から瀬下作品と（瀬下とも交流がある）新海誠の作品に携わってきた田中直哉と片塰満則の影響でジブリ作品風の趣があった。また、田村篤の起用も田中と片塰の紹介がきっかけであり、安彦良和と『機動戦士ガンダム ククルス・ドアンの島』の影響を受けている。
本作に出演した宮野真守、早見沙織、中井和哉などは、瀬下寛之の『GODZILLA』にも出演しており、後述の通り『ゴジラバトルライン』における本作との公式コラボレーションでは『GODZILLA』に登場した「ゴジラ・アース」がコラボレーション用のキービジュアルなどに選ばれている。
宣伝の一環として、2023年9月に（『ガメラ3 邪神覚醒』の舞台でもあった）渋谷スクランブル交差点での街頭モニタージャックが行われた。

### その他
各話のサブタイトルは日本語でも英語でも、往年の映画作品などへのオマージュになっている。第1話は本作のエグゼクティブ・スーパーバイザーである井上伸一郎との関係性を有する『聖戦士ダンバイン』、第2話は1957年のポーランドの映画『地下水道』、第3話は1958年のアメリカ合衆国の映画『深く静かに潜航せよ』、第4話は1962年の大映作品でガメラの命名者でもある永田雅一なども関与した『斬る』、第5話は1966年の小説『月は無慈悲な夜の女王』、1952年のアーサー・C・クラークによる作品『幼年期の終り』に準拠している。

## あらすじ
1989年の夏、東京・福生市に突如、怪獣ギャオスの群れが襲来する。ギャオスは廃墟となった街に立ちすくむ小学6年生のボコ、ジョー、ジュンイチ、ブロディに狙いを定めるが、そこにガメラが現れる。

## 登場人物
ボコ（和多 大輝 / わだ ひろき）
声 - 金元寿子
本作品の主人公の一人。1978年2月22日生まれの小学6年生（11歳）。身長142センチメートル、体重38キログラム、血液型はO。
母親の意向によって私立中学への受験で引っ越すことが決まっており、ジュンイチやジョーと離れることに漠然とした不安を抱えていた。正義感が強くて困っている存在を見捨てることができない。また、ケンカが弱い一方で負けず嫌いで無鉄砲な部分があり、理不尽な暴力にも臆さない。
本作の登場人物において最もガメラと深く関わる事になり、ガメラとの精神リンクやテレパシーも特に顕著に描写されており、両親が離婚していることもあってガメラに父の面影を重ねる部分がある。教育熱心な母親に辟易している部分があり、本当はスポーツや模型などの趣味などへの興味がある。自転車に乗れないことが悩みの一つ。
ボコの持つ希少な塩基配列、通称「コード」が本作のストーリーにおいて重要な要素となる。

ジョー（松田 了 / まつだ さとる）
声 - 松岡禎丞
本作品の主人公の一人。1977年6月25日生まれの小学6年生（12歳）。身長160センチメートル、体重45キログラム、血液型はA。
細身だが筋肉質であり、ケンカが強いが面倒見が良く、ボコとの出会いもイジメにあっていたボコを助けたことがきっかけである。責任感が強く年齢の割に大人びた性格で、好戦的だが冷静な部分も持ち、警戒心が強いために他人を簡単には信用しない。喧嘩っ早い一方で冒険の様な行動を好まず、ボコ達の軽率な行動を戒めることも多い。ボコやジュンイチと仲が良く、彼等の兄貴分的な立場でもあり、喧嘩しても友達を見捨てることはしない。ブロディとは特に対立が激しかったが、母親を亡くして父親との関係性にも問題を抱えていることを知ったことで関係が改善した。
5年前の交通事故で母親と弟を亡くしており、それ以降は父親が酒におぼれて配管工の仕事も休みがちになったため、ジョーが家事全般を担当しており、困窮する家計を支えるために父親には内緒で新聞配達も行っている。乗り物に弱く、船酔いに悩まされる場面も見られ、バイラスから逃れるためにスペースシャトルで月に向かった際には一人だけ安全ベルトが締められず、ブロディに助けられている。

ジュンイチ（市原 純 / いちはら じゅん）
声 - 豊崎愛生
本作品の主人公の一人。本作の主人公では唯一の女性。1977年12月1日生まれの小学6年生（12歳）。身長159センチメートル、体重38キログラム、血液型はB。
本名よりもあだ名で呼ばれる方を好む。オカルトやSF、ミリタリー、先端科学などさまざまな分野の知識に造詣が深い博覧強記型の理系オタクであり、普段の服装も軍事オタクの風が強い。アマチュア無線の免許を取得しており、愛読書は『月刊ムー』や上述の『聖戦士ダンバイン大事典』。
単純な頭脳派というわけではなく、行動力が高く、知識を咄嗟に用いるなど冷静で機転が利き、ブロディ一味への報復のための作戦の立案や装備の開発を行っただけでなく、対ジグラ戦ではジュンイチの機転によってガメラの電磁衝撃波の波長パターンのデータを用いてジグラを対馬へ誘導したことが状況の打破に一役買った。だが、過激な面も持つだけでなく、自他共に認める「変わり者」であり、友人が少ない。ボコとジョーは別クラスの出身ながらも数少ない理解者である。3年前にジュンイチが学校の屋上でUFOを呼ぶことを周囲に提案した際に、二人だけが乗ってくれたことがきっかけで知り合った。旺盛な好奇心を抑えることができずに空回りしてしまうことも多く、ボコやジョーですら敬遠するほどに暴走しがちであるが、実は本人が一番そのことを気にしており、人知れず悩む場面も見られる。

ブロディ（ダグラス・ケン・オズボーン）
声 - 木村昴
本作品の主人公の一人。在日米軍司令官であるレイモンド将軍の息子。1977年5月13日生まれ（12歳）。身長170センチメートル、体重72キログラム、血液型はO。
小学生ながらも腕力は特大のバーベルを愛用するなど非常に強いが、それ以外に頼りになる場面は少ない。一方で、英語の読解能力と基礎的な軍事知識を有していることが劇中で役立つ場面もあった。横暴だが実際には気が弱い部分もある。また、盗み聞きした極秘情報を使ってボコ達を自警団活動にそそのかしてジャイガーの探索に向かったことで事態を悪化させている。
日本人の母親を持つハーフであり、インターナショナルスクールに通う。同校のアメリカンフットボールのキャプテンであり、チームメイトおよび取り巻きに、外交官の息子のマーク・アディソン（声 - 佐藤元）、レストランオーナーの息子のジュリアン・ボンピアーニ（声 - 鈴木崚汰）、医薬品メーカーの社長の息子のアンガス・ゲイラー（声 - 高塚智人）がいる。彼らと組んで「税金」という名目で周辺の小中学生のお小遣いを巻き上げてはゲームセンターに入り浸るという荒れた生活を送っていた。しかし、問題行動が多い背景には母親を亡くしたことだけでなく、厳格で立派な父に対するコンプレックス、父の前で優等生を演じなければならないストレス、父から認められたいという承認欲求などのジレンマが関係している。ボコ達との出会いも彼らが苦労して得た無線機の購入資金を強奪したことがきっかけであり、その後も軋轢が続いたが、ギャオスに襲われた際にボコの一存で助けられ、以降の怪獣騒動の中で仲間意識が芽生え、ジャイガー戦でガメラを補佐するために父に叱責されながらも進言した姿を見て友人になった。また、ジュンイチの性別が明らかになると彼女を異性として意識する場面も見られた。
外国人の少年が主人公の一角を務めるのは『ガメラ対宇宙怪獣バイラス』以降の昭和作品に見られた特徴である（ガメラ#ガメラシリーズの発足を参照）。

ジェームズ・タザキ
声 - 宮野真守
日系アメリカ人の3世。1957年10月8日生まれ（32歳）。身長188センチメートル、体重72キログラム、血液型はA。
ユースタス財団のエージェントであり、ハーバード大学を卒業し、内閣官房とのコネクションを持つなど有能なネゴシエーターでもあり、優れた交渉術をもって困難な局面を解決したり、相手を油断させて裏をかくこともある。ユースタス財団に属してはいるがビジネスとして割り切っており、実際には同財団に不信感と嫌悪感を抱き忠誠心を抱いておらず、評議会の面々も嫌っている。
離婚経験があり、子供が嫌いで冷徹な印象を持たせる一方で、ぶっきらぼうで閉所恐怖症という弱点があり、狭い場所に入らざるを得ない場合には取り乱すこともある。子供嫌いながらも、一連の怪獣事件の中で生存本能に従った結果としてボコ達と深く関わることになる。

エミコ・メルキオリ
声 - 早見沙織
ユースタス財団の科学研究部門のサポートサイエンティストでタザキの助手。1970年2月14日生まれ（19歳）。身長170センチメートル、体重52キログラム、血液型はB。
タザキと行動を共にする場面が多く、彼を信頼しているが対照的に子供にも優しい。おっとりした部分があるがプリンストン大学出身の優秀な職員であり、若くして同校を卒業して生物学と遺伝子工学の博士号を取得している。年齢と助手という肩書ながらも財団の科学部門における立場はかなり高く、一般職員に対しても発言力を有する。特定の人間の子供に執着するという怪獣の習性に着目して調査を行っており、ボコ達に協力を要請したことから彼らと関わることになる。
母親が変死しており、それによって叔母のノーラがメルキオリ家の現当主および財団の最高幹部に就いた。着用する指輪には、ユースタス財団のシンボルに似た刻印が施されている。とある理由から、主人公達の中でもジュンイチに特に共感を持っている。
おっとりした性格は本性を隠す仮面でもあり、実際は非常に独善的な支配欲の持ち主で、子供達の事も自身の目的を果たす為の道具としか見ていない。母親の死の原因が叔母にあるとみなしており、財団内部の不平分子を集めて財団の乗っ取りと叔母への復讐を画策していた。バイラスをコントロールするために子供達を生け贄にしようとするが、タザキの裏切りと子供達の危機を察知したガメラの急襲でバイラスを失い、自身もシャトルの墜落に巻き込まれて重傷を負う。最期はエスギャオスの幼体に補食された。

佐々木宗篤
声 - 櫻井孝宏
陸上自衛隊の戦車大隊長（二等陸佐）。物静かな人物であるが、人一倍「悪事」に敏感であり、森永ミルクキャラメルを常備して度々包み紙で折り紙細工を作るという一面もある。江夏にキャラメルを勧めても毎回断られている。
佐々木の作る折り紙細工には佐々木が直に遭遇していないにも関わらず怪獣と近い形状の物が含まれている。小説版では、佐々木は幼少時代にとある洞窟でガメラと接近遭遇しており、その際に古代文明が遺した「ガメラと戦った24種類の怪獣」の遺構も目撃している。

江夏美緒
声 - 嶋村侑
佐々木の副官のWAC（三等陸佐）。石垣島でのエスギャオスとの戦闘では戦車中隊を指揮した。

東伏見篤史
声 - 比嘉良介
内閣官房長官。防衛大学を首席で卒業して陸上自衛隊で出世街道を歩んでいたが、政治家だった父の急逝を受けて政界入りした。
人事の調整など各部において天才的な才覚を持ち、政界でも「影の総理」と称されるほどに地位を確立してきた。一方で、政治家としての矜持と柔軟な姿勢を持ち合わせ、ユースタス財団の裏の顔を告発したジェームズ・タザキの意見に耳を傾け、「人類の守護者」としてガメラを保護するべきという彼の提案も受け入れ、石垣島で衰弱したガメラの為に自衛隊と医療関係者を派遣し、自身も現地入りしただけでなく、エスギャオスの襲撃に際しても自分だけ先に避難することを拒んでいる。

和多藍子
声 - 森なな子
大手広告代理店で働く人気のコピーライターである一方で、シングルマザーとして家事も両立させている。
教育ママであり、息子に対して過干渉な部分も見えるためにボコは煩わしく思っている部分がある。権威に弱く、学歴やブランドを重視する、一方で、これらの側面はボコへの強い愛情と責任感の裏返しでもあり、子供の危機に対しては強い決意と行動力を持ち、レイモンド将軍相手にも臆することなく対面している。終盤ではタザキの助力によって危険を承知で与那国島に渡航する。

レイモンド・オズボーン
声 - 中井和哉
ブロディの父であり、極東米軍福生基地の司令官。
日本人の妻とは沖縄で出会ったが、彼女の夭逝を経て厳格に息子を育てようとしてきたが、軍務に追われる身分であることもあって、息子の問題行動やその原因である悩みにも気づけていない。
声優を担当した中井和哉は、『小さき勇者たち〜ガメラ〜』のプロモーションで「ガメ太郎」を演じている。

ユースタス財団評議会
同財団の幹部であり国際連合にも強い影響力を持ち、月の裏側に極秘の拠点を持つ。全員が10万年前の怪獣を用いた大殺戮を首謀した諸貴族の末裔であり、本人たちも選民思想が強い。
エミコの叔母のノーラ・メルキオリ（声 - 大井麻利衣）、アンセルム・リューブラント（声 - 玉井勇輝）、プルデンシオ・フォルテア（声 - 武内駿輔）、ウィンストン・グリフィス（声 - 羽多野渉）が登場する。

バーニー・ドーソン
声 - 中谷一博
ユースタス財団の科学部門に所属する43歳の科学者。身長192センチメートル。若干言葉遣いが粗いものの遺伝子工学の権威だけでなく船長としての素質を持ち併せ、劇中ではセルケト号だけでなくメルセゲル号とセルケト号の船長も務めている。
同部門に所属する職員として、ローデリヒ・アウラー（声 - 露崎亘、身長193センチメートル、32歳）、エルッキ・ピルホネン（声 - 藤原聖侑、身長175センチメートル、29歳）、ダリオ・モンテマジョル（声 - 大西弘祐、身長165センチメートル、28歳）が個別キャラクターとして登場しており、全員が博士号を有している。ローデリヒはガメラの電磁衝撃波の波長パターンの解析を行い、そのデータをジュンイチに与えた。ダリオはタザキの交渉によって財団を裏切って一行を月に送り届けるためにスペースシャトルを操縦するが、バイラスの攻撃によって死亡した。
鈴木博士・松井博士
声 - 佐々木義人（鈴木）・横田大輔（松井）
東伏見によって石垣島に召集された医療関係者たち。ガメラの圧倒的な生態に驚愕して治療に難儀するが、子供たちが「オリリウム」に触れたことで垣間見た古代人の記憶を使って解決の糸口を発見する。
その他
自衛隊司令官（声 - 早川毅）、米軍兵士（声 - 左座翔丸、山下タイキ、吉田和生）、難民（声 - 拝師みほ、木田祐、杉山太一）などが登場する。

## 登場怪獣
本作品に登場する怪獣は、すべて10万年前まで存在した「エリシタニア」などの超古代文明が戦闘用の兵器および過剰増加した人口の調整装置として生み出したとされている。本編に登場した怪獣はそれぞれが複数の「系統」から派生した姉妹系統にあり、各々が高い知能を持ち戦略的な行動を行い、遠方の「危険要素」を感知して効果的に判断したり、プラズマや電磁波や「シールド」などを発生させたり、人間とくに怪獣と接触経験のある子供を遠方から感知したり、対象の人間に何らかの精神干渉を行う傾向があるなど身体構造や能力に類似性がみられるのもこのためである。また、ガメラの骨格構造やジャイガーの四肢の構造などには人間との類似性も存在している。
前日譚である漫画作品『GAMERA -Rebirth- コードテルソス』では、超古代におけるより初期の怪獣が多数登場するが、超古代文明の崩壊時にはガメラは24種類の怪獣と戦っていたことが示唆されている。本編に未登場の怪獣の中にはバルゴンの存在も確認されており、ガメラとギロン、ギャオスとジグラ、バルゴンとジャイガー、バイラスと詳細不明の複数の怪獣がそれぞれ同系統から派生したとされている。
また、ガメラ以外の怪獣の特徴として、遺骸が不自然に融解したり有毒性のガスを発するなどの特徴もみられるだけでなく、同種同士を含む怪獣同士の共食いや人間を捕食することで急速成長・巨大化を遂げる傾向があり、場合によっては巨大化を加速させるために戦略的に共食いや人間の捕食も行う。また、場合によっては獲物（人間）に意図的に恐怖を与えて逃げ惑う様を楽しむような行動も取ったり、とくに人間の子供の捕食に強い興味を示すだけでなく、特定の子供の捕食に非常に強い執着を見せる。
なお、敵怪獣はすべて「狂気を帯びた赤い眼」「紫色の血液」「どこかしら伸びる体のパーツ」を持つようにデザインされたり、当初はすべての怪獣が足裏に姿勢と移動の補助用の「（ダイオウホウズキイカをイメージした）牙のついた吸盤」を持つことが検討されていたが、完成作品ではギャオスとジグラに限定されている。
ガメラ

ギャオス・エスギャオス

ジャイガー
体長80メートル、体重400トン。
ヤモリのような胴体を持つ怪獣であり、不釣り合いなほどに大きな頭部と貧弱な体を持つ。バルゴンとは同系統から分岐した。額に第三の眼を持つ。ムチのように自在に動く尻尾を持ち、対象を尻尾先の尾棘（びきょく）で突き刺す。また、同種をふくむ怪獣や人間の血肉を摂取して成長・回復したり、高度な知能を用いて戦略的な行動を行い、成長のために意図的に共食いも行う。また、他の怪獣と同様に全身にはプラズマ管が張り巡らされており、尻尾に電磁パルスを纏わせることで尾棘攻撃が敵怪獣の「シールド」を貫通する。また、耐熱性および自身の再生能力を補助する粘液を体表から分泌するため、火炎や高熱などに耐性を持つ。
卵（増殖球）がインドネシアの大空洞で発見され、1年以上ユースタス財団の研究対象となるものの、目立った変化はなかった。だが、ギャオスが飛来した直後に、突如孵化して共食いを重ねて巨大化する。
瀬下寛之によれば、劇中（第2話）でガメラと戦った個体は完全な成体ではなく、成長し切っていれば体表にある水疱内の小型の分体を尾棘から敵の体内に寄生させるという昭和版と類似した寄生戦術が使えたとされている。
とくに能力面は昭和版と大きく異なり、『小さき勇者たち〜ガメラ〜』の世界観でも踏襲された唾液ミサイルを持たないが、（昭和版と同様に）南方に出自の関連性を持ち、人間を積極的に捕食することを含めた他の敵怪獣と共通した特徴を持つのは『ともだち 小さき勇者たち〜ガメラ〜』の「Gジャイガー」および「子ジャイガー」と、電撃状の能力や超自然的な能力（テレパシー）を有するのは小説作品『聖獣戦記 白い影』に登場した「白虎（ジャイガー）」と類似している。また、本作では未使用に終わったアイディアも多数存在し、それらの中には昭和版と同様の寄生戦術や、（バルゴンと同様に）長い舌や体表から粘液を発射して人間を溶かして吸いあげる、体表のイボから付着性の卵と幼生を飛び散らして敵を体内から攻撃する、弾力性のある肉質によって質量攻撃で潰されても生存し、体の部位が切断されても再生・増殖する、高い機動力で地面に潜ったりガメラに絡みつき、頭部の角や噛み付き攻撃を用いて攻撃する、火炎またはマグマに関する特性などが記述されている。
ジグラ
体長130メートル、体重300トン。
エイのようなシルエットを持ち、プラズマエネルギーと超振動を併用することによってスーパーキャビテーションを発生させ、水の粘性による摩擦を減少させることで海中を時速600キロメートルという超高速で移動することが可能。その際には水泡で自身を包み込み、体から強力な衝撃波を発する。一方で下半身は貧弱であり、陸上での機動力は大きく落ちるだけでなく自重を支えるために両腕（翼）も用いる。
ギャオスと同系統であるために体型や体内構造の近似性がとくに強く、胸部に主力武器の生成器官が存在し、超音波に関する能力を持ち、足の裏に牙のついた吸盤を持つなどの類似点が多い。一方で、鱗の構造はガメラの鱗装甲との類似性がある。ジグラも他の怪獣と同様に高い知能を持っており、戦略的に行動したり危険要素を直前に察知する傾向がある。また、水中での行動の補助にエコーロケーションを用いる。
胸部から発射する「液状弾」はプラズマエネルギーとスーパーキャビテーションを併用した特殊金属微粒子の集合体であり、発光しながら螺旋状に回転して水中では音速に達する。発射の際には衝撃波が発生して胸部が若干だが膨らみ、ジグラは自身の頭部を傷つけないために発射の際には首を少し持ち上げて胸を張る姿勢を取る。超長距離からの精密な狙撃が可能な攻撃であり、作中では少なくとも32キロメートル先の対象を狙って液状弾を使用していたり、捕食だけでなく直接人間を殺傷する際にもこの攻撃を使用する場合がある。また、尻尾は体長の6倍以上に伸縮が可能であり、ジャイガーと同様に先端の尾棘で敵を突き刺す。
南太平洋パスクア島近辺の海中で発見された卵が孵化し、やはり共食いを行った痕跡が確認されている。その後、太平洋の各地にて人間を襲っており、とくに以前にギャオスなどと接触歴のある子供を追跡・捕食していた。
ミツクリザメやカジキマグロのような姿をしていた昭和版とは大きく異なる姿を持つが、昭和版でもエイ型のコンセプトが最初期の案として提示されていた。また、本作のジグラも当初は昭和版を思わせる頭部デザインが検討されていた。なお、液状弾は当初は首の左右に2つずつ計4つの発射口を持つ予定だった。
本作のジグラは昭和版の特徴であった頭部から発射する光線系の能力を持たず胴体から弾丸の様相を持つ攻撃を持っている。また、本作のジグラのいくつかの特徴はダークホースコミックスによる1996年のコミックス作品『ガメラ：宇宙の守護神』および『ともだち 小さき勇者たち〜ガメラ〜』と類似している。また、本作ではジグラとギャオスが同系統の怪獣であるが、『ガメラ2000』に登場した「ギャオスレイ」もエイの特徴を持つギャオス系の怪獣であり、『ガメラ外伝Ver2.5』には海棲ギャオスが登場している。
ギロン
体長130メートル、体高35メートル、体重600トン。
ニウエ島採掘基地で発見された卵から孵化・発生した。ガメラとは同系統から分岐した存在である。全身をガメラと同様の堅牢な鱗装甲で防御している。あらゆるものを頭部の超振動ブレードを振動させることで切断し、地中を移動する。非常に敏捷で運動能力が高く、アクロバティックな動きを見せたり大洋を泳いで渡ることも可能。また、鱗装甲の一部を尾部の電磁射出器官とプラズマ管によって高速発射する「鱗弾（うろこだん）」攻撃を行う。この攻撃は尾先から頭部先端までの鱗装甲の隙間をレールとして使用しており、鱗が高速回転することで手裏剣状の残像を作り出す。伸縮性の胴体と内臓を持ち、最大で倍近くまで伸縮する。この胴体機構と頭部の刀で予測不能な攻撃の軌道を見せる。
昭和版とは異なり、下顎には一対の牙が存在せず、下顎も分裂して開閉する構造になっている。また、頭部の刀とは別に頭蓋骨があるとされている。昭和版と同様に目立った尻尾は持たないが、最終デザインの直前までは尻尾もデザインされていた。本作ではジグラの遺骸を摂取するが、ギャオスと関連性のある怪獣の遺骸を食しようとするのは昭和版にも見られた描写であり、『小さき勇者たち〜ガメラ〜』の世界観に登場する「Gギロン」も宇宙ギャオスと共演しているだけでなく、南西諸島で活動し、人間を捕食対象とし、大洋を泳いで人類の探知技術を翻弄するなど本作と類似した特性を持つ。
バイラス
体高110メートル、体重1200トン。
「黄金色の悪魔」と呼ばれ、他の敵怪獣と比較しても圧倒的な戦闘力と特異な生態を持つとされる。金色の姿で長い触手を有し、人間を触手の口と牙のついた吸盤で捕食する。伸縮可能な触手にはそれぞれ捕食口と食道が存在する。発電能力を持ち、対象を電撃で攻撃するほかにも展開した頭頂部から通称「ヘムデンの雷」と呼ばれるプラズマエネルギーを用いた荷電重粒子ビーム「荷電重粒子砲」を発し、ガメラの火焔弾にも耐えるバリアを展開する。なお、「荷電重粒子砲」はガメラと共通した能力である。合計9個の眼を持っており、メインの両眼は赤外線や電磁波を感知し、頭頂部の6個の眼球は「荷電重粒子砲」の照準装置として使われる。また、反重力を操る能力を持ち、反重力とプラズマによる推進を使って飛行する。
10万年前の「浄化」の際にも大きな被害を人類に与えた。死骸として与那国島の採掘基地の地下で発見されたが、怪獣の肉片を与えられたことで突如として復活する。一方で、ガメラに撃破された後の自身の死骸はエスギャオスの成長の糧（餌）となった。
本作のバイラスの能力の多くは昭和版と大きく異なるが、該当・類似した能力は全て昭和版の絵コンテや各種書籍で見られ、『ガメラ：宇宙の守護神』にボスキャラクターとして登場したバイラスや『小さき勇者たち〜ガメラ〜』の世界観に登場する「Gバイラス」も本作と類似する特徴を持つ。また、昭和版と用途は違えど本作にもバイラスにまつわる「檻」が登場する。これらの他にも、素案ではバイラスの触手とギャオスの伸びる舌には共通性があると記載されており、本作のバイラスとエスギャオスの以前にも過去の作品でギャオスとバイラスの出自に関連性があると描写されてきた場合がある。

## 登場兵器・メカニック

### 架空
コミュニケーター
ユースタス財団が開発した携帯型の双方向性の通信機器であり子供たちの安全のために配られた。通信機能だけでなく、オメガ電波航法装置を用いた測位や軍用GPSの使用も可能である。現代のスマートフォンやアイフォンのような様相を持つ。
セルケト号・メルセゲル号
ユースタス財団が保持する特殊な科学調査船。調査船ではあるが魚雷などの軍備を搭載しており、さらに電磁推進を用いた超高速の緊急航行も可能である。ヘリコプターや特殊潜水艦ネフェルテム号も配備されており、緊急時の脱出にも応用可能である。
スペースシャトル
低軌道宇宙ステーションへの定期輸送に使われる。脱出用ポッドを2つ装備。

### 実在
対馬オメガ局
ジュンイチの機転でジグラの感覚器官を攪乱させるために利用された。
F-15
1話に登場。福生基地から出撃した編隊が西新宿でギャオスと交戦したが全機撃墜された。
ハンヴィー
第2話に米軍車両として多数登場。住民の避難誘導やジャイガーの迎撃を行う。銃座が無いユースタス財団塗装の車両も登場し、第6話では自衛隊が高機動車の代わりに運用しているシーンもある。
M1128 ストライカーMGS
第2話に多数登場。出現したジャイガーをハンヴィーと共に迎撃する。
74式戦車
佐々木の指揮する陸上自衛隊の主力戦車として多数登場。第6話では回復途上にあるガメラを守る為、エスギャオスと交戦した。
LCAC-1級エア・クッション型揚陸艇
第6話冒頭に多数が登場。石垣島・崎枝半島に74式戦車や高機動車を揚陸した。
AC-130
第6話に米空軍機が6機登場。エスギャオスに対し対地攻撃を行った。
アーレイ・バーク級ミサイル駆逐艦
米海軍駆逐艦として第2話でガメラをSM-2で迎撃。第3話ではジグラを主砲や魚雷で攻撃するも、質量弾の攻撃で全滅した。第6話には海上自衛隊護衛艦として登場し、エスギャオスを主砲やミサイルで攻撃するが、超音波メスの攻撃で全滅。

## 用語
ユースタス財団
世界的に多大な影響力を持つ慈善団体としての顔を持つが、実体は超古代文明の末裔によって幹部が構成されており、人口問題や飢餓や戦争などの解決のために人口調節装置および兵器として「怪獣」を生み出し「浄化」という名目での地球規模での大量殺戮を画策していた。
エスギャオスによってリプログラミングされたガメラを操って「浄化」を継続しようとするが、ボコとの精神リンクと絆やガメラ自身の精神力によってガメラが自我を取り戻し、ガメラは諸刃の剣である「荷電重粒子砲」を用いて財団幹部の月の極秘拠点を幹部ごと破壊した。
コード
作中の時代（1989年）ではボコが持つ特殊で稀有な塩基配列であり、怪獣がコードを摂取すると加速度的に増殖する。
オリリウム
超古代文明と怪獣にまつわる未知の水晶体。エネルギー共振体であり、適切な用法を用いれば怪獣のエネルギー源として回復能力を大きく向上させる事が可能。また、劇中ではボコ達がオリリウムに触れたことで古代人とガメラの記憶を追体験した。
超古代文明
10万年前まで地球上に存在していた高度な文明であるが、優れた科学技術とは裏腹に上述の様々な問題に直面しており、主に貴族階級を中心として「怪獣」の運用を進め、最終的に大破局を経て壊滅的な被害を被った。スピンオフ漫画『GAMERA -Rebirth- コードテルソス』にて古代文明と初期の怪獣がよりクローズアップされている。
沼の亀
第1話にて、ボコ達の隠れ家の近くの深さ1.5メートルほどの沼にて、木の根に絡まって身動きが取れなくなっていた石亀。ボコはこの亀を見捨てることができず、ジョーやジュンイチと共に苦労しながらも助け出した。
秘密基地
裏山にあるボコ達の隠れ家であり、各自が様々な私物や消耗品を持ち寄っている。ここに来る際に、各自の自転車は付近の神社に停めている。

## 舞台
以下、作中での登場順に列挙する。
- 福生市（福生基地・自衛隊駐屯地）・立川市（昭和記念公園）・西新宿・ニューギニア - 第1話・第2話
- 横須賀港・対馬（対馬オメガ局・浅茅湾） - 第3話[65]
- 与那国島 - 第4話・第5話
- 石垣島・崎枝半島 - 第5話・第6話

## スタッフ
- 原作 - KADOKAWA[34]
- 原案・監督 - 瀬下寛之[34]
- 副監督 -  井手恵介[34]
- シリーズ構成 - 猪原健太、瀬古浩司、瀬下寛之[34]
- 脚本 - 猪原健太、瀬古浩司、山田哲弥、瀬下寛之[34]
- キャラクターデザイン - 田村篤[34]
- 怪獣デザイン - 髙濵幹[34]
- プロダクションデザイン - 田中直哉、フェルディナンド・パトゥリ[34]
- メカニックデザイン - 帆足タケヒコ[34]
- アニメーションディレクター - こうじ[34]
- アニメーションスーパーバイザー - 堀正太郎[26]
- 怪獣アニメーションスペシャリスト - 藤澤修人[26]
- 造形監督・光画監督 - 片塰満則
- チーフエンジニア - 田中満[34]
- 演出 - 石間祐一[34]
- CGスーパーバイザー - 戸田貴之、元木パウロ[34]
- リギングスーパーバイザー - 砂村洋平[34]
- エンバイロンメントスーパーバイザー - 中村葉月[34]
- アニメーションスーパーバイザー - こうじ、比嘉一博[34]
- エフェクトスーパーバイザー - 宮台直也[34]
- テクニカルスーパーバイザー - 帆苅哲[34]
- 編集 - 肥田文[34]
- 音響監督 - 岩浪美和[34]
- 音楽 - 片山修志[34]
- 音楽プロデューサー - 若林豪、水鳥智栄子
- 音響効果 - 小山恭正[34]
- 録音調整 - 山口貴之[34]
- 録音助手 - 齋藤栞[34]
- 音響制作 - グロービジョン、岸田直樹、鐘江徹[34]
- プロデューサー - 田村淳一郎、吉岡宏起、金丸裕、白石照明、徳村憲一、佐野純子
- ラインプロデューサー - 松隈喬平[34]
- 制作プロデューサー - 飯島哲[34]
- アシスタントプロデューサー - 菅原広貴、徳本沙羅、平田徹[34]
- プロダクションマネージャー - 萩原恭香[34]
- アシスタントプロダクションマネージャー - 井澤佳奈[34]
- プリプロダクションマネージャー - 松下 ゆかり[34]
- アニメーション制作 - ENGI、unend、StudioKADAN[34]
- 製作 - GAMERA Rebirth製作委員会[34]（KADOKAWA、 笠原周造、山下愼平、 清原誠巳、川北健、佐野貢一、酒井拓也、阿部伸明、関翔男、上田雄太、サミー、BANDAI SPIRITS）

## 主題歌
主題歌「夏暁」とエンディングテーマ「FLY & DIVE」は、WANIMAが担当する。作詞・作曲はKENTA、編曲はWANIMA。
また、第6話のエンドクレジットには『ガメラマーチ』のアレンジバージョンがBGMとして使用されており、シリーズの本編で同曲が使用されたのは大映による最後の作品である1971年の『ガメラ対深海怪獣ジグラ』以来となる。

## 各話リスト
サブタイトルは、第1話から第4話までが同名の映画のタイトルから、第5話と第6話がSF小説のタイトルから引用されている。
| 話数  | サブタイトル         |
| ----- | -------------------- |
| 第1話 | 東京上空             |
| 第2話 | 地下水道             |
| 第3話 | 深く静かに潜航せよ   |
| 第4話 | 斬る                 |
| 第5話 | 月は無慈悲な夜の女王 |
| 第6話 | 幼年期の終わり       |

## TV再編集版 各話リスト
| 話数   | サブタイトル           | 放映日        |
| ------ | ---------------------- | ------------- |
| 第1話  | 夏の雷鳴               | 2025年4月05日 |
| 第2話  | 東京上空               | 04月12日      |
| 第3話  | 地下水道               | 04月19日      |
| 第4話  | 落日の決闘             | 04月26日      |
| 第5話  | 太平洋の嵐             | 05月03日      |
| 第6話  | 深く静かに潜航せよ     | 05月10日      |
| 第7話  | 明日も明日もその明日も | 05月17日      |
| 第8話  | 斬る                   | 05月24日      |
| 第9話  | 時を超える影           | 05月31日      |
| 第10話 | 月は無慈悲な夜の女王   | 06月07日      |
| 第11話 | さよなら僕の夏         | 06月14日      |
| 第12話 | 幼年期の終わり         | 06月21日      |

## 漫画
スピンオフ漫画『GAMERA -Rebirth- コードテルソス』が、原作：KADOKAWA、漫画：カンブリア爆発太郎、ストーリー原案：瀬下寛之により、ヤングエースUP（KADOKAWA）にて2023年9月8日から2024年12月27日まで連載。本編より10万年前の世界が舞台となっている。
- カンブリア爆発太郎（漫画） / KADOKAWA（原作） / 瀬下寛之（ストーリー監修） 『GAMERA -Rebirth- コードテルソス』 KADOKAWA〈角川コミックス・エース〉、全2巻
  - 上巻 2023年12月28日発売[69]、ISBN 978-4-04-114243-1
  - 下巻 2025年2月4日発売[70]、ISBN 978-4-04-115274-4

また、貴島煉瓦によるアニメ本編のコミカライズ版が2023年9月13日より「ComicWalker（現カドコミ）」および「タテスクコミック」にて連載されているが、人間のキャラクターのデザインや戦闘シーンなどの細部が本編とは異なる部分がある。

## 小説
アニメを原作にしたノベライズ『小説 GAMERA -Rebirth-』が瀬下寛之とじんの著により角川文庫（KADOKAWA）から発売された。
- 瀬下寛之（著者）/じん（著者）『小説 GAMERA -Rebirth-』 KADOKAWA〈角川文庫〉、上下巻
  - 上巻 2023年8月24日発売[72]、ISBN 978-4-04-113995-0
  - 下巻 2024年5月24日発売[73]、ISBN 978-4-04-113996-7

## 関連書籍
- GAMERA Rebirth製作委員会（監修）『GAMERA -Rebirth- 公式設定資料集』KADOKAWA、2024年1月29日発売[74]、ISBN 978-4-04-113841-0

## コラボレーション
『おでかけ子ザメ』および『夜は猫といっしょ』
SPコラボによるショートアニメや商品展開が行われている。
青鬼オンライン
ガメラ、ボコ、ギャオスがコンテンツとして登場した。本ゲームは（外伝小説『平安百鬼譚』にガメラが登場した）『妖怪大戦争 ガーディアンズ』とのコラボレーションも行っており、その際には大魔神が登場している。
UNION ARENA（ユニオンアリーナ）
専用のブースターパックが用意されている。
ゴジラバトルライン
多数のプレイヤーの要望によって実現した「ゴジラシリーズ」とのコラボレーションであり、過去の徳間書店とKADOKAWAによるクロスオーバーの提案は却下されてきたが、今回は東宝側からの提案だった。ガメラ（昭和版、Rebirth版）とギャオス（昭和版、Rebirth版）とギロン（Rebirth版）がプレイアブルキャラクターとして登場している。また、同じく瀬下寛之による作品『GODZILLA』の「ゴジラ・アース」がガメラと対面する各種キービジュアルなどに使われている。
神亀酒造
「神の亀」というコンセプトでのコラボレーションであり、本作と「神亀」の特別コラボ商品が限定的に発売された。

## 評価
上記の通り本作には全体的な予算不足が指摘されており、各所における評論家や視聴者からのレビューに共通するのは、怪獣のビジュアルや戦闘シーンを高く評価したり、ストーリーも悪くなく設定面でも評価できる部分も見られるなど全体的な視聴者からの評価は決して低くはないが、人間や小道具関連のビジュアルが視聴者を遠ざけ、評価を下げている可能性になっている、というものが目立つ。
本作の舞台である福生市と対馬は、「訪れてみたい日本のアニメ聖地88」の2024年版に選出された。
また、ボコ（和多大輝）の英語版の声優を務めたライアン・バートリーは2023年の「Voice Arts Awards」にノミネートされた。

## その他
- Steamで配信されているゲーム『ダイナソー・シミュレーター』には、アルケロンとヘリコプリオンにそれぞれ本作のガメラとギロンに準じた特殊バージョンが登場している[85][86]。